# Xã Talbot, Quận Bowman, Bắc Dakota
Xã Talbot (tiếng Anh: Talbot Township) là một xã thuộc quận Bowman, tiểu bang Bắc Dakota, Hoa Kỳ. Năm 2010, dân số của xã này là 104 người.